# Еллен Дедженерес
Еллен Лі Дедженерес (англ. Ellen DeGeneres; нар. 26 січня 1958) — американська акторка, комедіантка та телеведуча, сценаристка, телепродюсерка. Володарка 11-ти премії «Еммі» за «Шоу Елен Дедженерес». Активістка ЛГБТ-руху, що 1997 році здійснила камінґ-аут як лесбійка на ток-шоу Опри Вінфрі. Перша неприховано негетеросексуальна людина, що вела церемонію «Оскара» (2006)... за проведення якої була номінована на премію «Еммі». Вважається однією з найуспішніших телеведучих в США[джерело?].

## Біографія
Еллен виросла у місті Метер (передмістя Нового Орлеана, штат Луїзіана, США) у сім'ї логопеда Бетті Дедженерес і страхового агента Еліота Дедженереса. Крім неї, у родині вже був син Венс Дедженерес, що став продюсером і музикантом. Сім'я Дедженерес має французьке, англійське, німецьке та ірландське коріння. До 13 років Еллен виховувалася у рамках Саєнтистської церкви.
Батьки Дедженерес розлучилися, коли їй було 16. Незабаром після цього мати одружилася з Роєм Груссендорфом, і сім'я перебралася до Атланти (штат Джорджія, США), а брат Елен залишився з батьком у Луїзіані. У травні 1976 року Еллен закінчила середню школу в Атланті і повернулася до Луїзіани. Вона вступила до університету Нового Орлеана і почала навчання за спеціальністю «Зв'язки з громадськістю».
Провчившись один семестр, Еллен залишила університет і стала працювати клерком у юридичній фірмі зі своєю двоюрідною сестрою Лорою Джиллен. Одночасно з цим Дедженерес підробляла продавчинею одягу у мережі магазинів «Merry-Go-Round» у торговому центрі «Lakeside», а також маляркою, хостес і барменкою, офіціанткою у мережі «TGI Friday's» та інших ресторанах.

## Кар'єра

### Стендап
Елен Дедженерес почала виступати як стендап-комік у невеликих клубах і кав'ярнях. У той час, за її словами, основний вплив на її творчість здійснювали Вуді Аллен і Стів Мартін. У 1981 році вона була конферансьє «Clyde's Comedy Club» в Новому Орлеані.
У 1982 році Еллен назвали найкумеднішою персоною американського розважального телебачення, і вона почала їздити зі своїми виступами у тури всією країною. У 1986 році Джоні Карсон запросив Дедженерес на своє шоу «The Tonight Show with Johnny Carson» і знайшов схожість її творчості з творчістю Боба Ньюгарта. Еллен Дедженерес стала першою жінкою-коміком в історії шоу, яка була удостоєна честі після свого стендап виступу взяти участь у ток-шоу як гостя-зірка.

### Ситком «Еллен»
Напрацювання Дедженерес в області стендапу стали основою успішного ситкому «Еллен» (1994—1998). Популярність ситкому досягла піку в лютому 1997 року, коли Дедженерес здійснила камінґ-аут як лесбійка на ток-шоу «Опра». У квітні цього ж року персонажка Дедженерес у «Еллен» теж зробила камін-аут перед своєю психоаналітикинею, яку зіграла Опра Вінфрі. Епізод з камін-аутом («The Puppy Episode») отримав найбільші рейтинги за всю історію ситкому. Подальші епізоди не змогли відповідати популярності «The Puppy Episode», і після падіння рейтингів шоу було скасовано.

### Серіал «Шоу Елен»
У 2001 році Дедженерес повернулася на телебачення у новому комедійному серіалі «Шоу Елен». Персонажкою ситкому знову була лесбійка, але це не було центральною темою серіалу. У серіалу були низькі рейтинги, і його скасували.

### «Еммі» 2001

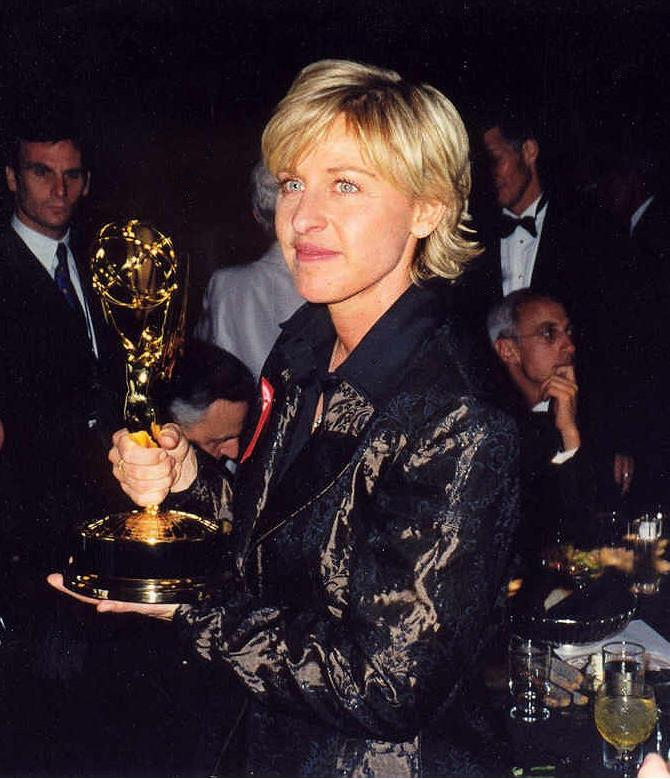
Еллен Дедженерес на церемонії «Еммі», 1997

4 листопада 2001 Еллен Дедженерес опинилася у центрі загальної уваги, будучи ведучою прямої трансляції церемонії «Еммі». Після двох перенесень, пов'язаних з жалобою після подій 11 вересня, тон церемонії був досить похмурим. Але вона повинна була відбутися, щоб хоча б на час відволікти людей від трагедії.
Під час церемонії аудиторія кілька разів аплодувала Дедженерес стоячи, у тому числі після жарту: «Що б ще так розлютило талібів, як лесбійка у чоловічому костюмі, та ще і в оточенні євреїв?».
У серпні 2005 року Дедженерес виступила ведучою церемонії «Денна премія Еммі», проведеної через 3 тижні після урагану «Катріна». І це був другий раз, коли Дедженерес вела церемонію «Еммі» після національної трагедії. Також Елен Дедженерес була ведучою церемоній «Греммі» у 1995 і 1996 роках.

### «У пошуках Немо»
Улітку 2003 року Дісней/Піксар випустили вкрай успішний мультфільм «У пошуках Немо». Дедженерес озвучила Дорі — рибку з втратою короткочасної пам'яті. Ендрю Стентон, директор мультфільму, сказав, що вибрав саме Дедженерес, тому що вона «у своєму шоу 5 разів міняє тему розмови до того, як закінчити одне речення».
За роль Дорі вона отримала нагороди «Сатурн», «Nickelodeon», «Annie» і була номінована на нагороду «Chicago Film Critics Association Award».

### «Шоу Елен Дедженерес»
У вересні 2003 року Елен Дедженерес стала ведучою власного денного ток-шоу «Шоу Елен Дедженерес». Серед великої кількості ток-шоу, ведучими яких були такі знаменитості, як Шерон Осборн і Рита Руднер, шоу Дедженерес отримало дуже великі рейтинги і позитивні рецензії критики.
Перший же сезон шоу було номіновано на 11 нагород «Еммі» і виграло 4 з них, в тому числі нагороду «Найкраще ток-шоу». Перші три сезони шоу в цілому отримали 25 нагород «Еммі».
Еллен Дедженерес відома тим, що танцює і співає з аудиторією на початку шоу і під час рекламних перерв. Також за допомогою спонсорів вона часто роздає призи та безкоштовні поїздки людям з аудиторії.
У лютому 2006 року Дедженерес відсвяткувала на ток-шоу ювілейну дату — 30 років з моменту закінчення школи, запросивши до студії всіх випускників свого року.
У травні 2006 року влаштувала сюрприз, з'явившись на видачу дипломів Університету Талейн. Вона вийшла на сцену слідом за Джорджем Бушем-молодшим і Біллом Клінтоном, одягнена у банний халат і пухнасті капці, і сказала: «Мене попередили, що тут всі будуть у мантіях» (в англійській слово «robe» має кілька значень, у тому числі «халат» і «мантія»).
У травні 2007 року Дедженерес прописали постільний режим через розірвану зв'язку у спині. Але вона продовжила вести ток-шоу, лежачи на лікарняному ліжку з медсестрою під боком, пояснюючи: «Ну, як кажуть, шоу має тривати». Гості шоу також сиділи на лікарняних ліжках.
1 травня 2009 року Еллен Дедженерес відсвяткувала 1000-й вихід в ефір свого ток-шоу, запросивши у гості серед інших таких зірок, як Опра Вінфрі, Джастін Тімберлейк і Періс Гілтон.

### «Оскар» 2006
7 вересня 2006 року Елен Дедженерес обрана ведучою 79-тої церемонії вручення нагород «Оскар», яка відбулася 25 лютого 2007 року. Таким чином вона стала першою неприховано негетеросексуальною людиною, якій доручили проведення церемонії «Оскар».
Під час церемонії Еллен сказала: «Який прекрасний вечір! І які різні люди зібралися! І це у рік, коли стільки всього негативного було сказано про національність людей, їх релігію та сексуальну орієнтацію. Я хочу зазначити, що якщо вдуматися, то не будь чорних, євреїв і гомосексуалів, то не було б ніякої церемонії „Оскар“ і навіть людини з таким ім'ям не було б».
Відгуки про виступ Дедженерес були позитивними, і в одному з них говорилося: «Дедженерес дала жару! Вона розважала жартами не тільки номінантів на Оскар, але і телеглядачів». Телеведучий Реджіс Філбін сказав в інтерв'ю, що недоліком церемонії було одне — надто мало Еллен. За проведення церемонії «Оскар» Еллен Дедженерес була номінована на премію «Еммі».

### Страйки сценаристів 2007
Еллен Дедженерес, як і багато акторів, ще і сценаристка, а також членкиня Американської федерації працівників телебачення і радіо і Гільдії сценаристів Америки.
Тим не менш, попри те, що Дедженерес усно підтримала страйк гільдії сценаристів 2007 року, вона до неї не приєдналася. Представники Дедженерес повідомили, що протягом листопадового зведення рейтингів «Шоу Елен Дедженерес» знаходилося у конкуренції з іншими шоу, і вона не могла порушити контракт або втратити час у рамці телемовлення. За час страйку на знак солідарності зі страйкуючими Дедженерес опустила традиційні монологи на початку шоу, які зазвичай готували для неї письменники Гільдії сценаристів Америки.

### Участь в рекламних акціях
У листопаді 2004 року Дедженерес брала участь у зйомках рекламних роликів компанії «American Express». Найвідоміший з них, двохвилинний чорно-білий ролик, де вона сидить в офісі з тваринами, у 2007 році завоював премію «Еммі». З січня 2009 року Елен Дедженерес — особа рекламної кампанії «Cover Girl». Це її перша участь у рекламній кампанії косметики.

### American Idol
У 2010 році Елен Дедженерес брала участь як суддя 9-го сезону конкурсу «American Idol», замінивши Полу Абдул.

## Підтримка України
Під час повномасштабного російського вторгнення в Україну, яке є частиною російсько-української війни, Еллен Деджернерес закликала світ допомогти біженцям з України.
«Сьогодні я звертаюся до світових лідерів, які вирішуватимуть, як підтримати українських біженців і переміщених осіб у всьому світі, які вкрай потребують ваших негайних дій. Я знаю, ви скоро зустрінетеся, щоб вирішити, яке фінансування надати, і я закликаю вас робити правильні речі. Будь ласка, підтримайте біженців і виділіть мільярди, яких вони так потребують. Будь ласка, заступіться за біженців з України й надайте їм допомогу!», — наголосила ведуча.
Дедженерес зі словами: «Вони розраховують на нас», зауважила, що світові лідери обов'язково мають ще краще підтримати Україну.
«Понад 80 мільйонів людей у всьому світі були змушені залишити свої будинки через конфлікти, насильство, переслідування або порушення прав людини. Ми повинні #StandUpForUkraine і, щоб біженці в усьому світі отримали підтримку, якої вони потребують зараз», — зазначила зірка.
Також акторка взяла участь у флешмобі Stand Up for Ukraine на підтримку України, який запустила організація Global Citizen.
«Ми потребуємо того, щоб світові лідери побачили це й активно допомагали українським біженцям», — заявила телеведуча.

## Особисте життя

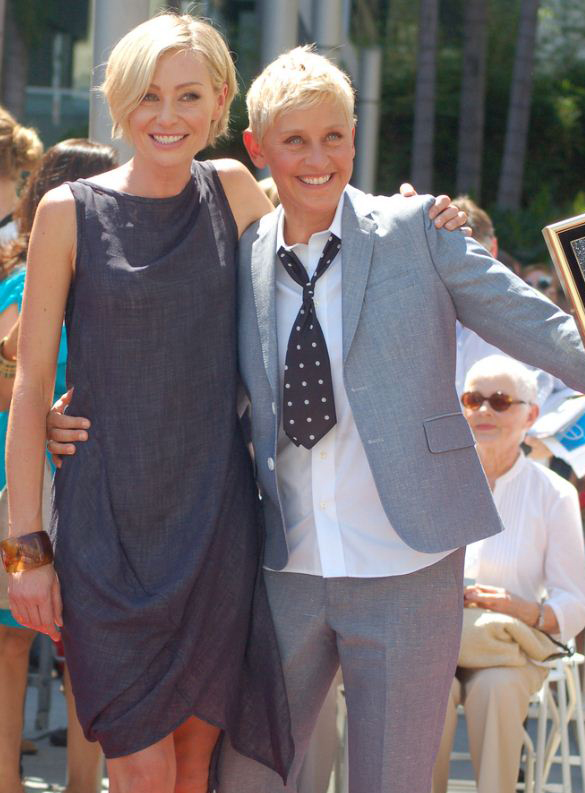
Еллен Дедженерес та Порша де Россі, 2012

З 1997 по 2000 рік Елен Дедженерес перебувала у стосунках із зіркою серіалу «Інший світ» Енн Геч, яка згодом одружилася з оператором Колі Леффун.
З 2001 по 2004 рік Еллен перебувала у відносинах з акторкою і фотографкою Александрою Гедісон. Вони з'явилися на обкладинці журналу «The Advocate», після того, як їх розрив уже був озвучений у ЗМІ.
З 2004 року Дедженерес перебуває у відносинах з зіркою серіалів «McBeal» і «Arrested Development» Поршею де Россі. Після скасування заборони на одностатеві шлюби у Каліфорнії у травні 2008 року Еллен оголосила, що вони з Поршею заручені, і вручила їй каблучку з трьохкаратним рожевим діамантом. 16 серпня 2008 вони одружилися у себе вдома, запросивши 19 гостей, включаючи їх матерів.
Прийняття 8-ї поправки поставило під сумнів юридичний статус їхнього шлюбу, але наступним рішенням Верховний суд підтвердив цей статус, оскільки шлюб був укладений до 4 листопада 2008 року.
Вони живуть у Беверлі-Гіллз з 3 собаками і чотирма кішками, і обидві є вегетаріанками.
Еллен Дедженерес підтримує The Gentle Barn, притулок для постраждалих тварин.
На початку 2025 року Еллен та Порша де Россі купили маєток у Великій Британії і почала процес переїзду з США.